# Władysław Kondratowicz (pułkownik)
Władysław Kondratowicz (ur. 6 listopada?/18 listopada 1896 w Ufie, zm. po 1964 we Wrocławiu) – pułkownik lekarz ludowego Wojska Polskiego.

## Życiorys
Uczeń gimnazjów filologicznych w Symbirsku oraz Kazaniu w którym w 1915 roku otrzymał świadectwo maturalne, a następnie od 1915 do 1918 roku studiował medycynę na tamtejszym uniwersytecie. Działacz Koła Wojskowo-Niepodległościowego podczas studiów, które w Kazaniu utworzyli polscy studenci. Służył na Syberii od 11 września 1918 roku w polskich oddziałach. Na początku swojej służby był sierżantem podlekarzem i wykonywał obowiązki lekarza baonowego w 1 pstrz, w którym w czerwcu 1919 roku mianowano go chorążym sanitarnym, a od października tegoż roku wykonywał obowiązki w szpitalu 5 DS. Młodszy lekarz w pociągu sanitarnym nr 9a, kiedy dywizja musiała się ewakuować. W Klukwiennej 10 stycznia 1920 roku dostał się do niewoli, ale został uwolniony po zawarciu pokoju i w lipcu 1921 roku przybył do Polski.
W stopniu podporucznika odkomenderowany na Uniwersytet Warszawski celem ukończenia studiów. W 1923 roku otrzymał dyplom ukończenia studiów i zdecydował się zostać żołnierzem zawodowej służby wojskowej. Zweryfikowano go jako porucznika lekarza ze starszeństwem z dniem 1 czerwca 1920 roku. Początkowo od grudnia 1923 do marca 1924 roku w 20 pułku piechoty pełnił obowiązki młodszego lekarza. Od marca do czerwca 1924 roku lekarz 6 pap oraz 5 dyonu żandarmerii, a od czerwca do sierpnia 1924 roku ponownie lekarz 20 pp. Od 17 sierpnia 1924 do 17 czerwca 1926 roku pełnił obowiązki młodszego lekarza w kierownictwie Centralnych Zakładów Lotniczych oraz od 17 czerwca 1926 do 21 marca 1928 roku lekarza Głównego Portu Lotniczego.
W 1927 roku w Szpitalu Okręgowym nr 1 odbył kurs specjalizacyjny oraz jako hospitant w latach 1927–1928 kurs dowódców eskadr w Oficerskiej Szkole Lotniczej w Dęblinie. 1 stycznia 1928 roku otrzymał awans do stopnia kapitana lekarza i 1 kwietnia 1928 roku został psychotechnikiem w Centrum Badań Lotniczo-Lekarskich. Do 1 paplot przeniesiono go 18 czerwca 1930 roku, gdzie otrzymał stanowisko starszego lekarza pułku. W latach 1931–1932 odbył staż w Centrum Wyszkolenia Sanitarnego, a ukończywszy go został w Centrum młodszym lekarzem, później ordynatorem i p.o. starszego ordynatora Oddziału Wewnętrznego. 24 marca 1935 roku został starszym ordynatorem Oddziału Wewnętrznego 2 Szpitala Okręgowego w Chełmie. 19 marca 1937 awansował do stopnia majora lekarza, a 1 czerwca 1938 roku przeniesiony został do 1 Szpitala Okręgowego w którym otrzymał przydział do Centralnej Przychodni Lekarskiej na stanowisko starszego ordynatora II oddziału wewnętrznego. Podczas marcowej mobilizacji 1939 roku został dowódcą 901 kompanii sanitarnej znajdującej się w składzie 9 Dywizji Piechoty, a w lipcu otrzymał stanowisko szefa sanitarnego tejże dywizji. Walczył z dywizją w obronie Warszawy, a po kapitulacji stolicy uniknął niewoli.
Od listopada 1940 roku kierownik oddziału chorób wewnętrznych Szpitala Maltańskiego w Warszawie. Podczas okupacji współpracował z Armią Krajową, a w czasie trwania Powstania warszawskiego był kierownikiem oddziału oraz zastępcą komendanta Szpitala Maltańskiego. 14 października 1944 roku w warszawskim Szpitalu Dzieciątka Jezus otrzymał stanowisko kierownika oddziału chorób wewnętrznych.
6 kwietnia 1945 roku został zmobilizowany do Wojska Polskiego, gdzie początkowo od 5 kwietnia do 15 sierpnia 1945 roku w Szpitalu Okręgowym w Krakowie był kierownikiem oddziału wewnętrznego. Od 15 sierpnia do 15 września 1945 roku został głównym internistą w sztabie 1 Armii Wojska Polskiego oraz od 16 września 1945 do 23 marca 1946 roku internistą Dowództwa Okręgu Wojskowego nr 4 w Katowicach. 30 grudnia 1945 roku awansował do stopnia podpułkownika lekarza ze starszeństwem z 1 kwietnia 1945 roku.
Od 23 marca 1946 do 29 lutego 1949 pełnił obowiązki szefa Wydziału Służby Zdrowia Dowództwa Okręgu Wojskowego nr VII. Awans na stopień pułkownika lekarza otrzymał 1 stycznia 1947 roku. Od 28 marca 1949 do 3 października 1950 roku pełnił obowiązki komendanta Szpitala Okręgowego nr 4 w Lublinie. Odwołany z tego stanowiska krótko był w dyspozycji Departamentu Kadr Ministerstwa Obrony Narodowej, a 17 listopada 1950 roku przeniesiono go w stan spoczynku. Wyjechał do Wrocławiu, gdzie zamieszkał i pracował tam jako lekarz cywilny. Po 1964 roku zmarł.

## Awanse
- sierżant – 11 września 1918
- chorąży – 1919
- podporucznik
- porucznik
- kapitan – 1 stycznia 1928
- major – 19 marca 1937
- podpułkownik – 30 grudnia 1945
- pułkownik – 1 stycznia 1947

## Ordery i odznaczenia
- Krzyż Walecznych,
- Srebrny Krzyż Zasługi,
- Krzyż Niepodległości